# Пеш, Гельмут
Гельмут Пеш (нем. Helmut W. Pesch; 30 августа 1952, Мёнхенгладбах) — немецкий писатель, переводчик и литературовед. Исследователь творчества Джона Толкина.

## Биография
Филолог, получил образование в области английского языка, специализируется на английской литературе. С юности поклонник творчества писателя Джона Толкина. Гельмут издал несколько десятков статей, посвящённых исследованию различных аспектов творчества Толкина и жанра фэнтези в целом. В частности, его труды посвящены исследованию квенья, эльфийского языка. Кроме того, в его переводе книги Толкина выходят в Германии. Пеш также переводил книги Мэрион Циммер-Брэдли, Джеймса Кэмпбелла, Тома Шиппи.
Пеш — автор пяти романов в жанре фэнтези. Его книги написаны в подражание любимому Толкину. В России его романы «Кольца Всевластия» и «Повелители Времени» издавались издательством «Азбука» в серии «Наследники Толкина», с иллюстрациями Антона Ломаева.